# Pertek
Pertek est une ville et un district de la province de Tunceli dans la région de l'Anatolie orientale en Turquie.

## Étymologie
Evliya Çelebi, le célèbre voyageur ottoman parle de Pertek dans son ouvrage "Seyahâtname" où il décrit ses voyages: "Un oiseau noir en bronze se trouvait sur le château de Pertek. (...) Lorsque la ville fut envahie par Halid bin Velid (Khalid Ibn walid), la statue de l'oiseau a été détruite. Néanmoins, les traces de la statue sont toujours visibles sur le château". Perteq signifierait "aile d'oiseau" en kurde. Cependant, bon nombre de villages et de quartiers faisant partie du district de Pertek sont nommés en arménien par les habitants (Şebşebik, Sağmınik, Sıptınik, Şorğu, Titenik, Xirnik, Margek, Axzunik, Horik...), il est donc possible que le mot "pertek" soit en réalité d'origine arménienne et signifie "château".

## Histoire

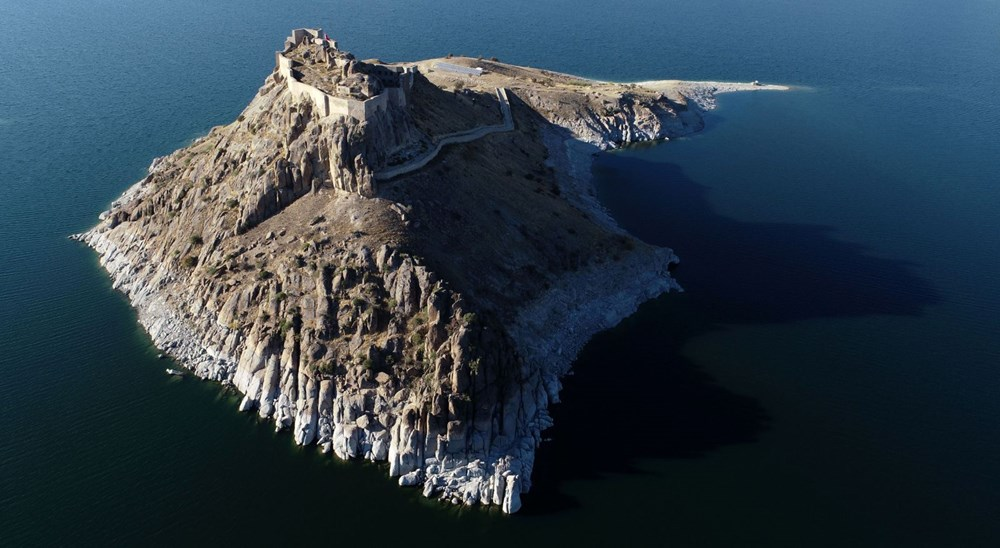
Château de Pertek, sur l'Euphrate.

Un château utilisé à l'époque ottomane se trouve à la frontière de la province d'Elaziğ en plein milieu de l'Euphrate sur un îlot. La date de la construction est inconnue.